# Manuel Teodoro del Valle Seoane

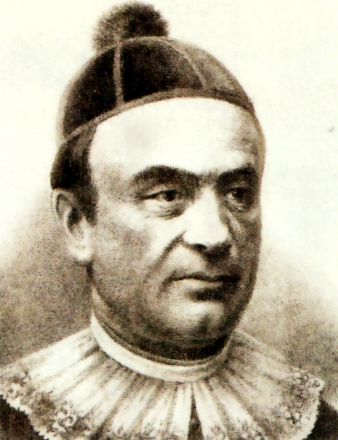
Manuel Teodoro del Valle

Manuel Teodoro del Valle (* 9. November 1813 in Hatun-Jauja; † 16. Oktober 1888 in Lima) war ein peruanischer römisch-katholischer Geistlicher und Bischof von Huánuco und Erzbischof von Lima.

## Leben
Manuel Teodoro del Valle wurde 1813 geboren. Er gehörte einer Familie reicher spanischer Landbesitzer aus den zentralen Bergen an.
Er studierte in La Paz. Nachdem die Unabhängigkeit Perus im Jahr 1824 gefestigt war, beschlossen seine Eltern, ihn nach Spanien zu schicken, wo er an der Universität von Oviedo Jura studierte und 1829 in Cánones mit einem Bachelor-Abschluss abschloss. Aufgrund seiner Priesterberufung trat er 1830 in das Kapuzinerkloster Galizien ein. Von dort ging er in das Kloster San Antonio del Prado in Madrid, wo er sein Theologiestudium abschloss. 1833 erhielt er die erste Tonsur und die vier niederen Weihen. Am 24. September 1836 weihte Rafael Téllez OFMCap ihn zum Priester für die Kapuziner. Im Anschluss wirkte er in verschiedenen spanischen Städten. Nach dem Tod von Ferdinand VII. Kam es zu Desamortisation in Spanien. Aus diesem Grund verließ Del Valle 1839 Spanien und ging nach Frankreich und Italien. Während seines Aufenthalts in Rom gab er die Kapuzinertracht auf.
1840 kehrte er als apostolischer Missionar nach Peru zurück. Der Erzbischof von Lima Francisco de Sales Arrieta ernannte ihn zum Priester von Pararín in Áncash. Im Jahr 1846 erhielt er die Pfarrei Sicaya in Junín. 1850 wurde er Pfarrer von Santa Ana in Lima. 1851 ernannte ihn der Erzbischof von Lima Francisco Xavier de Luna Pizarro zu seinem Sekretär, eine Position, die er bis 1856 innehatte. Am 6. August 1852 wurde er in das Erzbistum Lima inkardiniert. Zusammen mit seinem Bruder Julián del Valle war er Erbe von Zehntausenden Hektar landwirtschaftlicher Nutzfläche in den zentralen Bergen Perus. Am 2. November 1864 wurde er als erster Bischof von Huánuco erwählt und am 27. März 1865 bestätigt. Am 6. August 1865 weihte José Sebastian Goyeneche y Barreda, Erzbischof von Lima, ihn in Lima zum Bischof. Mitkonsekrator war Juan María Ambrosio Huerta Galván, Bischof von Puno, und Julio Enderica assistierte. Als Bischof von Huánuco wurde er am 19. März 1866 inthronisiert. Es dauerte eine Weile, bis die päpstliche Bulle zur Errichtung des neuen Bistums umgesetzt wurde, bis Del Valle schließlich am 2. Februar 1869 durch seinen Generalvikar und Provisor Dr. Juan Bautista Guzmán den kanonischen Besitz seiner Diözese übernahm. Er gründete am 13. September 1869 das Priesterseminar San Teodoro de Huánuco Del Valle Seoane nahm kurz darauf als Konzilsvater am Ersten Vatikanischen Konzil teil. Dort nahm er Kontakt zu den Jesuiten auf und konnte sie zur Rückkehr nach Peru bewegen.
Nach dem Tod von Erzbischof Goyeneche am 19. Februar 1872 bat Präsident José Balta mit Zustimmung des Ministerrates den Papst Pius IX. am 30. März 1872 das Erzbistum Lima an Monsignore Manuel Teodoro del Valle zu übertragen. Der peruanische Vertreter beim Heiligen Stuhl übergab dem Papst das Empfehlungsschreiben. Am 4. Juni 1872 wurde er zum Erzbischof von Lima ernannt. Nach einem politischen Machtwechsel übernahm Manuel Pardo die Präsidentschaft. Aufgrund eines Verfahrensfehlers wurde der Vorschlag von Del Valle als Erzbischof zurückgezogen. Der peruanische Botschafter beim Heiligen Stuhl, der liberale Pedro Gálvez Egúsquiza, leitete die Verfahren für die Annullierung der Ernennung durch den Heiligen Stuhl ein, was eine komplizierte Angelegenheit war, da eine Annullierung dieser Art nur aus sehr schwerwiegenden Gründen erfolgen konnte, die der Apostolische Stuhl I in diesem konkreten Fall nicht sah. Am 15. November 1872 trat Del Valle als Erzbischof von Lima zurück und wurde zum Titularerzbischof von Berytus ernannt. Vier Tage später wurde er zum Apostolischen Administrator von Huánuco, seinem vorherigen Bistum, ernannt.